# Трёндель
Трёндель (нем. Tröndel) — община в Германии, в земле Шлезвиг-Гольштейн.
Входит в состав района Плён. Подчиняется управлению Лютенбург-Ланд. Население составляет 411 человек (на 31 декабря 2010 года). Занимает площадь 7,58 км².